# Anne Kerke
Anne Kerke, död 1599 i London, var en engelsk kvinna som avrättades för häxeri. 
Hon tillhörde de mer välkända fallen av avrättningar för häxeri i staden London, där inga stora häxprocesser men däremot flera enskilda uppmärksammade fall inträffade. Kerke anklagades för att ha förhäxat ett flertal barn till döds.